# Nan Madol

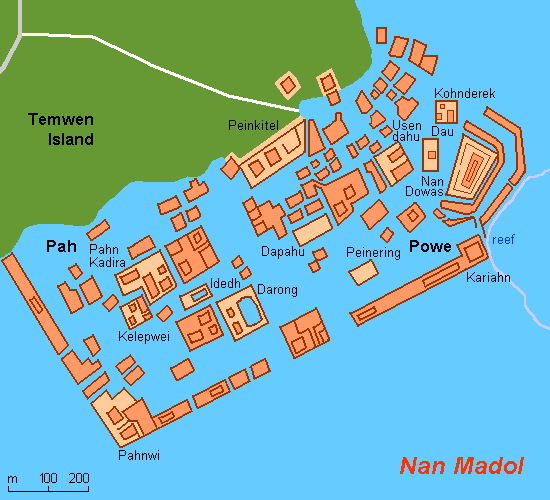
Nan Madol

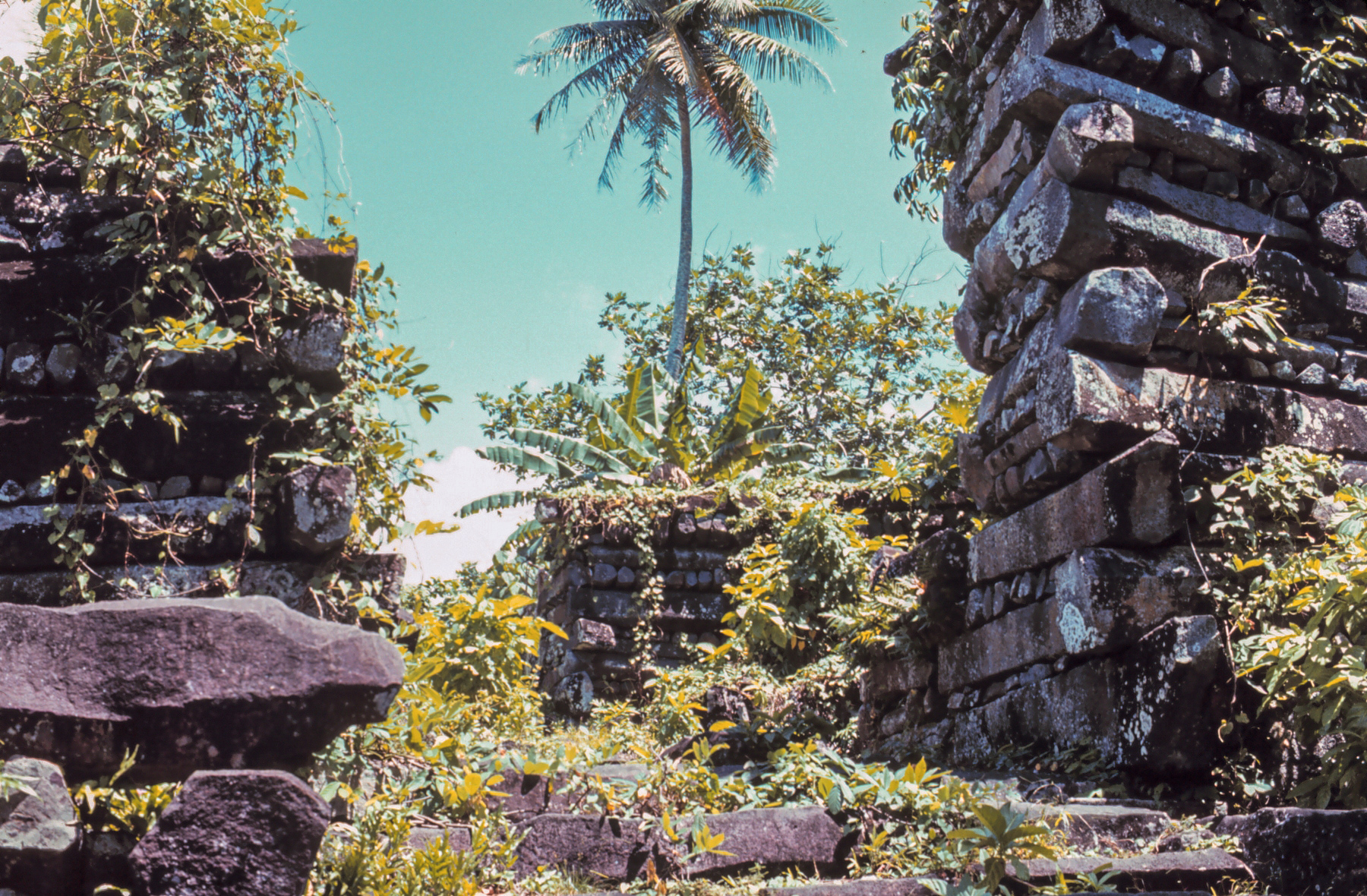
Nan Madol

Nan Madol este un oraș ruinat adiacent la malul de est a insulei Pohnpei care a fost capitala dinastiei Saudeleur până în aproximativ 1628. În prezent face parte din statul Pohnpei din Statele Federate ale Microneziei, situat în Pacificul de Vest. Orașul, construit într-o lagună, constă dintr-o serie de mici insule artificiale legate de o rețea de canale. În centru site-ului se află ziduri ce cuprind o suprafață de 1,5 km în lungime și 0,5 km în lățime unde se află aproape 100 de insule artificiale—platforme din piatră și corali—marginite de canale mareice.